# Pstrykanie palcami
Pstrykanie palcami – rodzaj gestu, do wykonania którego używa się palców rąk.

## Charakterystyka
Czynność, która polega na uderzeniu palcem o środkową część dłoni. Aby palec nabrał odpowiedniej szybkości należy wcześniej, oparłszy go o kciuk, spiąć mięśnie nim poruszające i poruszyć kciuk, przesuwając go w kierunku palca wskazującego. Palce mały i serdeczny, zgięte, tworzą pewnego rodzaju pudło rezonansowe.

## W muzyce
- Pstrykanie jest używane często w muzyce do rytmu, zwłaszcza w muzyce jazzowej.